# Sviadava (insjö)
Ozero Svjadovo (ryska: Озеро Свядово) är en sjö i Belarus.   Den ligger i voblasten Vitsebsks voblast, i den norra delen av landet, 150 km norr om huvudstaden Minsk. Ozero Svjadovo ligger 170 meter över havet. Arean är 0,63 kvadratkilometer. Den ligger vid sjön Ozero Dolgoje. Den sträcker sig 1,6 kilometer i nord-sydlig riktning, och 1,6 kilometer i öst-västlig riktning.
Omgivningarna runt Ozero Svjadovo är en mosaik av jordbruksmark och naturlig växtlighet. Runt Ozero Svjadovo är det ganska glesbefolkat, med 27 invånare per kvadratkilometer.